# روسانا كويتونجو
روسانا كويتونجو مواليد 15 سبتمبر 1990 في لواندا، هي لاعبة كرة يد أنغولية. مثلت منتخب أنغولا لكرة اليد للسيدات.

## سجل المنافسة
شاركت في البطولات التالية:
- بطولة العالم لكرة اليد للسيدات 2011
- بطولة العالم لكرة اليد للسيدات 2013